# Rainer Boutter
 Rainer Boutter (* 14. April 1946 in Würzburg) ist ein deutscher Politiker der SPD und ehemaliges Mitglied des Bayerischen Landtages. 

## Leben und Beruf
Nach der Schule absolvierte Rainer Boutter zwischen 1960 und 1963 eine Schreinerlehre im elterlichen Handwerksbetrieb und es folgte 1968 die Meisterprüfung im Schreinerhandwerk. Von 1967 bis 2004 arbeitet er bei der Metall verarbeitenden Firma MERO in Würzburg. Von 1975 bis 2002 war er ehrenamtlich langjähriger Betriebsrat des Konzerns und Mitglied der IG Metall. Im Betrieb arbeitete er unter anderem als Abteilungsleiter im Qualitätswesen und Handlungsbevollmächtigter. Er ist seit 1967 verheiratet und hat zwei Kinder sowie zwei Enkelkinder.

## Politisches Mandat
Rainer Boutter trat 1970 in die SPD ein und war von 1996 bis 2005 Vorsitzender seiner Partei in Würzburg. In seiner Geburtsstadt war er vom 1. Mai 1984 bis zum 31. Dezember 1998 Mitglied im Würzburger Stadtrat und dort von 1990 bis 1998 stellvertretender Vorsitzender seiner Fraktion.
Im September 1998 wurde er Mitglied des Bayerischen Landtags, in dem er von 1998 bis 2003 als Mitglied im Ausschuss für Landesentwicklung und Umweltfragen und im Ausschuss für Kommunale Fragen und Innere Sicherheit tätig war. In der Wahlperiode 2003 bis 2008 saß er für die SPD im Ausschuss für Eingaben und Beschwerden und im Ausschuss für Staatshaushalt und Finanzfragen. 1998 bis 2008 war er in der Funktion als Landtagsabgeordneter zusätzlich stellvertretender Beiratsvorsitzender der  Justizvollzugsanstalt Würzburg/Schweinfurt. Innerhalb seiner Partei war er Mitglied im Arbeitskreis Sportpolitik. Zur Landtagswahl in Bayern 2008 stand er nicht mehr zur Wahl.